# 사순의 다비트

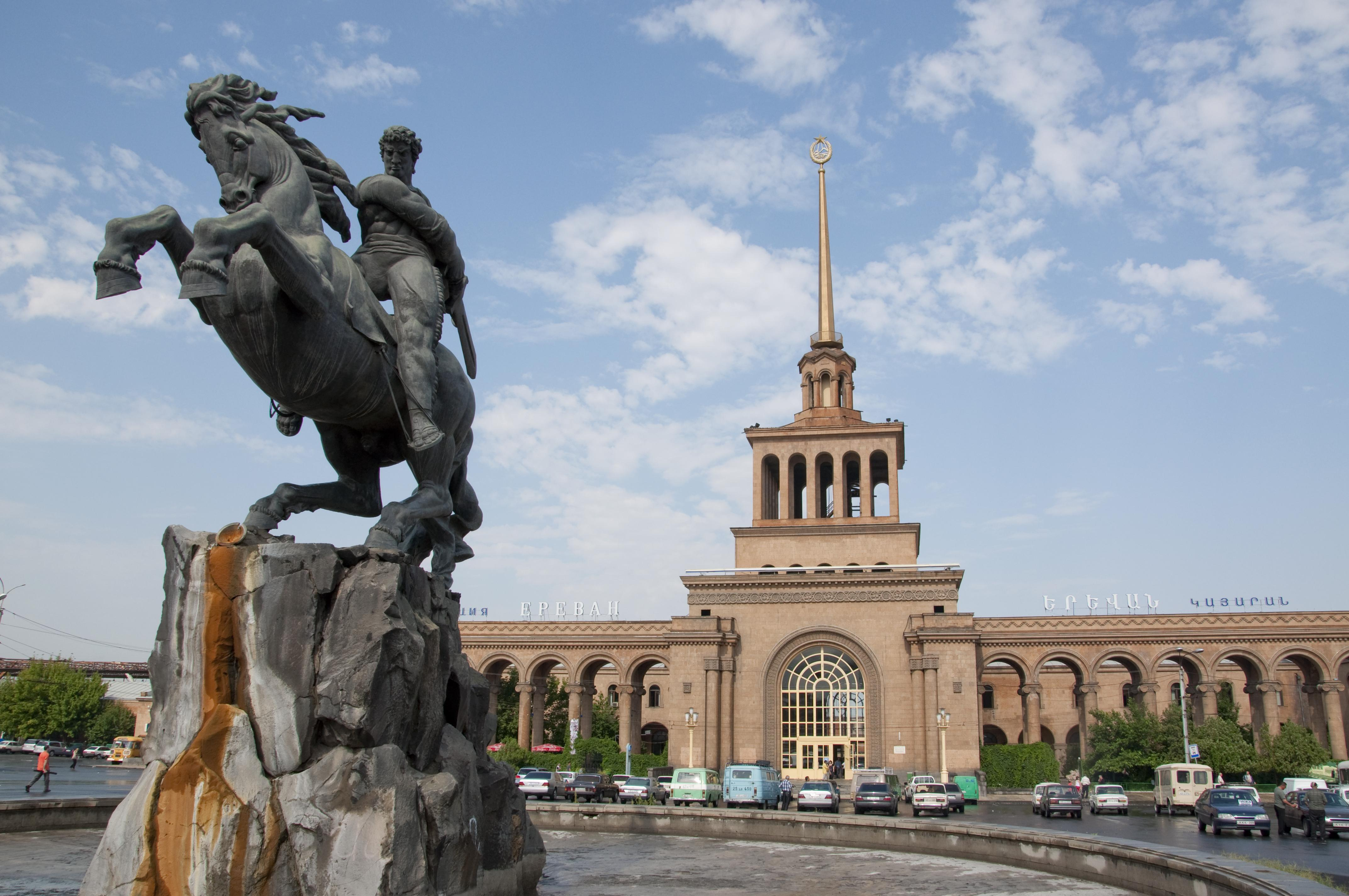
1959년에 예르반드 코차르가 예레반 사순치 다비트에 만들어 놓은 사순의 다비트 동상

사순의 다비트(Սասունցի Դավիթ Sasuntsi Davit, David of Sassoun)는 아르메니아의 민족 서사시인 사순의 용사의 주인공으로, 아르메니아에서 아랍의 침략을 격퇴하였다.
'사순의 다비트'란 이름으로도 알려진 '사순의 용사'는 아르메니아의 민족 서사시로 다비트의 공적을 서술하고 있다. 사순의 용사는 구술 역사로서 8세기부터 전래되어 왔으며, 1873년에 가레긴 스르반즈티안츠에 의해 처음으로 글로 작성되었다. 가레긴 스르반즈티안츠는 다른 민족지적인 저서를 출판하기도 하였다.
사순의 다비트는 작중에서 나오는 4개의 배역 중 단지 하나에 불과하지만 인기를 얻어 전체 서사시가 그의 이름을 따 대중에게 사순의 다비트라고 알려졌다. 서사시의 정식 명칭은 '사스나 츠레르(Sasna Tsrer, The Daredevils of Sasun)이다.
1902년, 아르메니아의 시인, 작가인 호브한네스 투마냔은 같은 이름의 서사시를 작성하여 같은 내용의 이야기를 더 현대적인 언어로 구성하였다.